# Апостол Клеопа
Клеопа је био један од седамдесеторице апостола, личност раног хришћанства описана у Новом завету, у Јеванђељу по Јовану (19:25). Био је млађи брат Праведног Јосифа, заручника Пресвете Богородице.
У истом Јеванђељу стоји да су поред крста на коме је Христ био распет стајали његова мајка Богородица Марија и њена сестра Марија Клеопина (његова супруга) и Марија Магдалена.
Клеопа је заједно са апостолом Луком био пратилац Васкрслог Спаситеља на путу у Емаус. 
Црквено предање говори да је убијен од стране Јевреја због своје вере у Васкрслога Христа, у Емаусу, у оној кући у којој је, заједно са светим Луком, препознао Господа при ломљењу хлеба.
Православна црква га прославља 30. октобра и 4. јануара - Сабор Светих Седемдесет апостола.